# Rozdziele (Bochnia)
Pour les articles homonymes, voir Rozdziele.
Rozdziele est une localité polonaise de la gmina de Żegocina, située dans le powiat de Bochnia en voïvodie de Petite-Pologne.